# Robert Mulliken
Robert Sanderson Mulliken (7. června 1896 Newburyport, USA – 31. října 1986 Arlington, USA) byl americký chemik. Roku 1966 získal Nobelovu cenu za chemii za základní výzkumy v oblasti chemických vazeb a elektronových struktur molekul za použití metody molekulových orbitalů.

## Životopis
R. S. Mulliken studoval na technice v Massachusetts a na chicagské univerzitě, kde také promoval. Profesoroval na univerzitách v Chicagu, v New Yorku a Cambridgi. Na chicagské univerzitě se stal dokonce ředitelem laboratoře pro výzkum molekulových struktur a spekter.

## Jeho výzkum
Problémy molekulových spekter a struktur se začal zabývat Mulliken roku 1923, kdy zkoumal zvláštní typ chemické vazby, které se zúčastňují dva atomy mající společný pár elektronů. Díky společnému párů elektronů přibývá k jejich existujícímu kmitání nová oscilace a elektrony díky tomu vytvářejí společné elektronové vlnění. Mulliken studoval také strukturu a funkci mikromolekul. Závěry Mullikenového zkoumání prohloubily naše vědomosti o chemických vazbách prvků, a tím obohatily celou oblast chemie.